# Oudarmeens

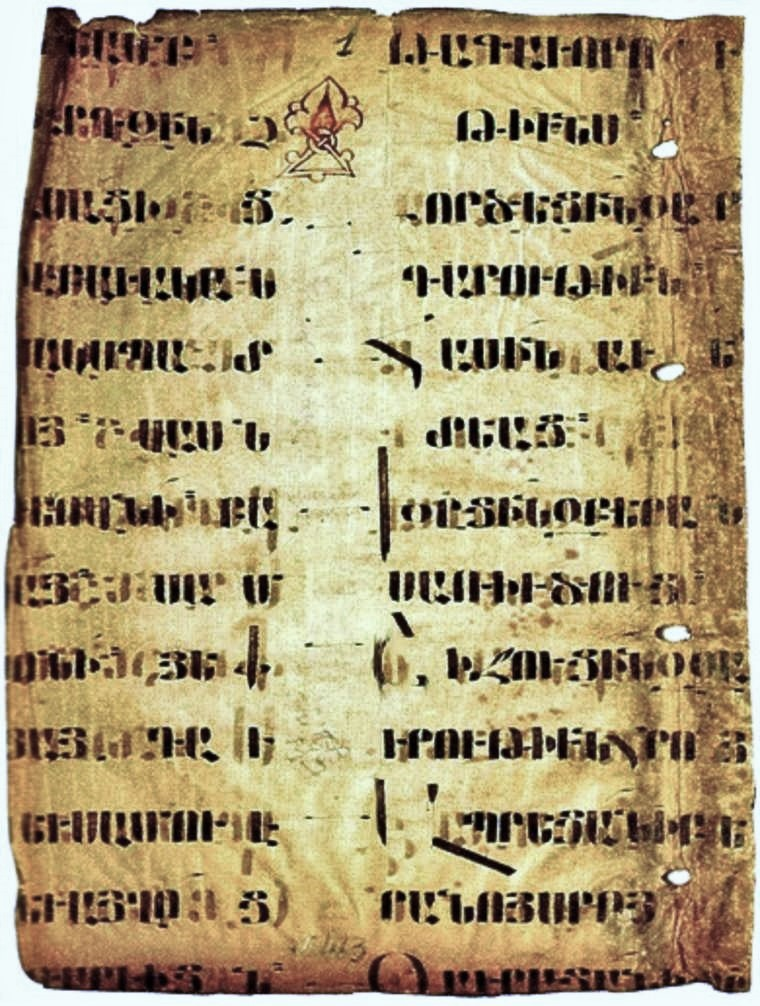
Manuscript uit de vijfde eeuw

Oudarmeens, ook wel Grabar (armeens : գրաբար), is bekend vanaf de 5e eeuw door vertalingenliteratuur (Bijbel, profane werken, bijvoorbeeld spraakkunst van Thrax).
Het heeft een eigen alfabet, ontwikkeld door St. Mesrop Masjtots. Het is als literatuurtaal blijven bestaan tot in de 19e eeuw. Het Indo-Europese karakter van het Oudarmeens is niet erg zuiver bewaard. Er was invloed van talen uit de Kaukasus en het Perzische Rijk.
H. Hubschmann toonde aan dat het een zelfstandige Indo-Europese taal was.
Oudarmeens · Oost-Armeens · West-Armeens